# Micropterix tuscaniensis
Micropterix tuscaniensis là một loài bướm đêm thuộc họ Micropterigidae. Nó được Heath miêu tả năm 1960. Nó là loài duy nhất được tìm thấy ở Ý, ở các tỉnh Tuscany, Calabria, Puglia và Basilicata. Nó có thể phân bố trên toàn bộ phần lục địa của Ý, trừ Anpơ.
Chiều dài cánh trước là 3.4-4.3 mm đối với con đực và 3.7-4.7 mm đối với con cái.